# De rättfärdigas trädgård

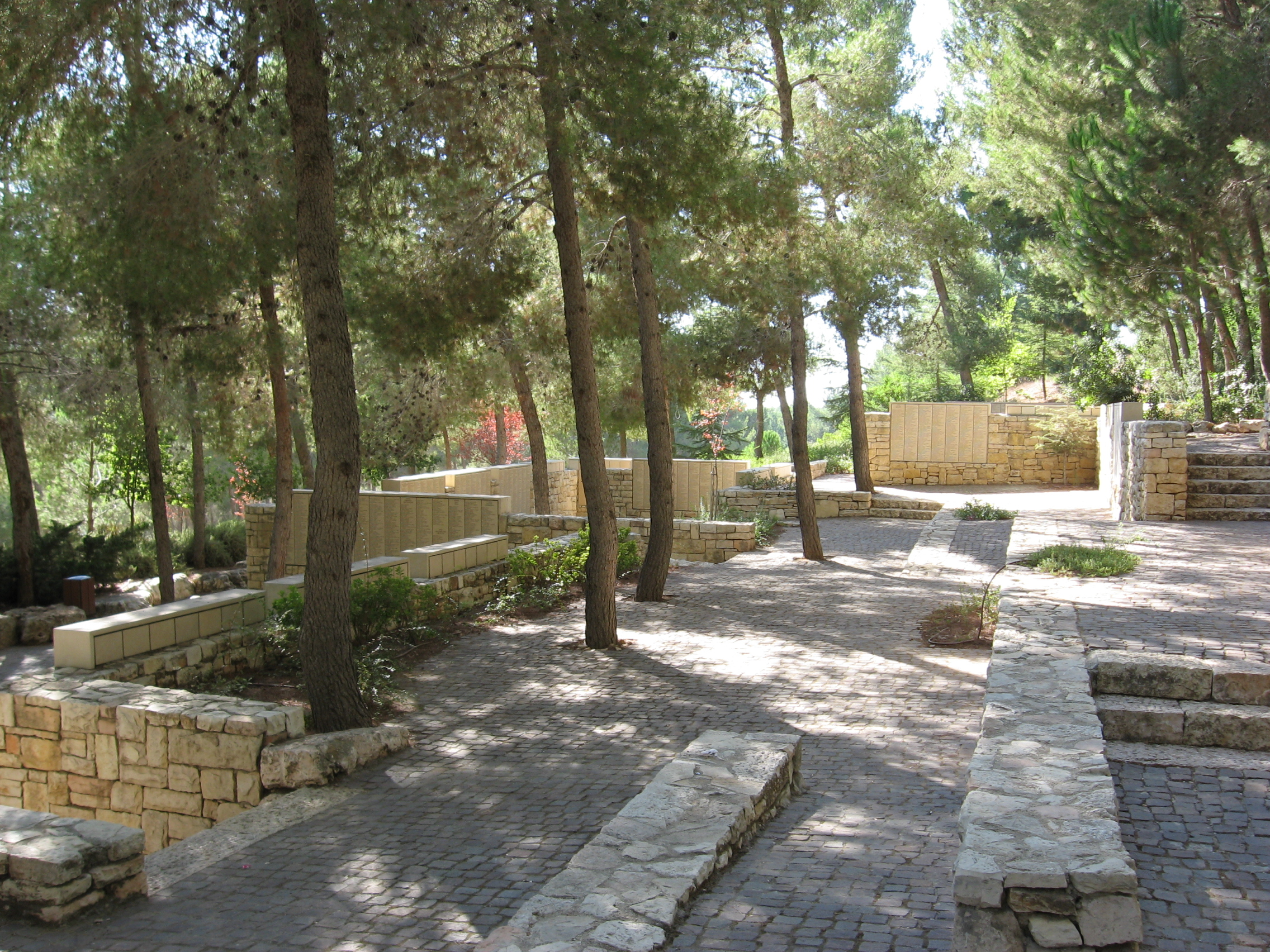
De rättfärdigas trädgård

De rättfärdigas trädgård ligger vid Yad Vashem i Israel. Trädgården utgör en minnesplats för dem som har utnämnts till rättfärdiga bland folken.
De rättfärdigas trädgård är utformad och odlad av John Harrison. Bland andra Oskar Schindler har fått plantera ett träd där.